# Un mundo para Julius (película)
Un mundo para Julius es una película dramática peruana-argentina-española de 2021, dirigida por Rossana Díaz Costa y protagonizada por Augusto Linares. La película está basada en el libro homónimo del escritor Alfredo Bryce Echenique.

## Sinopsis
Julius, un niño aristócrata, vive en su mansión familiar junto a una extensa servidumbre en la capital del Perú, Lima, de los años finales de la década de 1950. Conforme va creciendo y perdiendo la inocencia, con ello también va comprendiendo las desigualdades e injusticias del mundo de los adultos.

## Reparto
El elenco principal está conformado por:
- Rodrigo Barba como Julius (menor)
- Augusto Linares como Julius (mayor)
- Pamela Saco Polini como Cinthia
- Fiorella de Ferrari como Susan.
- Mayella Lloclla como Vilma
- Nacho Fresneda como Juan Lucas
- Camila Mac Lennan como Susana Lastarria
- Liliana Alegría como Nilda
- Fernando Bacilio como Celso
- Hermelinda Luján como Bertha
- Antonieta Pari como Arminda
- Gonzalo Torres como Juan Lastarria
- Xavier Sardà como Padre Javier
- Matías Raygada como Rafaelito Lastarria
- Matias Spitzer como Santiago

## Producción
El rodaje, íntegramente en Lima, se inició en octubre de 2019, durando 5 semanas.

## Lanzamiento
La película tenía planeado un estreno en televisión en 2020, pero se vio cancelado debido a la pandemia de Covid-19. La película se estrenó el 15 de octubre de 2021 en el Festival Internacional de Cine de San Diego. Finalmente fue estrenada comercialmente el 11 de noviembre de 2021. El 28 de abril de 2022 fue estrenada en Berlín (Alemania) por la distribuidora Latin Quarter.

## Recepción
La película atrajo a más de 11.500 espectadores en su primer fin de semana en cartelera. Para su quinta semana, la película atrajo a más de 40.000 espectadores al cine.

## Premios y nominaciones
| Año  | Premio               | Categoría                                     | Nominación           | Resultado   | Ref.   |
| ---- | -------------------- | --------------------------------------------- | -------------------- | ----------- | ------ |
| 2021 | Premios Luces 2021   | Mejor Actriz de Cine                          | Mayella Lloclla      | Ganadora    | [ 9 ]  |
| 2022 | Premios Gaudí 2022   | Mejor Película para Televisión                | Un mundo para Julius | Nominada    | [ 10 ] |
| 2022 | Premios Luces 2022   | Mejor Película                                | Un mundo para Julius | Ganadora    | [ 11 ] |
| 2022 | Premios Luces 2022   | Mejor Actor de cine                           | Augusto Linares      | Ganador     | [ 12 ] |
| 2022 | Premios Platino 2022 | Mejor Película Iberoamericana de Ficción      | Un mundo para Julius | Prenominada | [ 12 ] |
| 2022 | Premios Platino 2022 | Premio Platino al Cine y Educación en valores | Un mundo para Julius | Prenominada | [ 12 ] |
| 2022 | Premios Platino 2022 | Mejor Interpretación Femenina                 | Mayella Lloclla      | Prenominada | [ 12 ] |
| 2022 | Premios Platino 2022 | Mejor Dirección de Arte                       | Susana Torres        | Prenominada | [ 12 ] |